# 피에르 로베르 올리베탕
루이 올리비에, 또는 피에르 올리비에는 프랑스의 인문주의자이며 피에르 로베르 올리베탕(Pierre Robert Olivétan,1506-1538)으로 더 잘 알려져 있다. 1506년경 누아용(Noyon)에서 태어났으며 1538년 로마에서 죽었다. 장 칼뱅의 사촌인 그는 희랍어와 히브리어 원문으로부터 처음으로 프로테스탄트 프랑스어 성서를 번역하였다. 그는 위험을 피하기 위해 자기의 개혁 설교 작품들과 번역 작품들에 수많은 가명들을 사용하였다. 책과 문서들에 그가 사용한 이름들은 페트루스 로베르투스 올리베타누스, 로베르투스 올리베타누스, 로베르투스, 피에르 로베르, 피에르 트레보르, 케파, (개혁자들과의 서신에서는) 피에르 또는 루이, 올리베, 벌리정(Belisem), 벌리정 드 벌리마콩(Belisem de Belimakom), (뇌샤텔의 문서고에 유일하게 보존된 원본 편지에서) 루이 올리비에 등이다.

## 생애
그는 누아용에서 태어났고 장 칼뱅의 사촌으로 잘 알려져 있다. 두 사람의 부친들은 모두 누아용 주교를 위해 일하고 있었다. 그는 파리에서 칼뱅과 함께 공부했으며 거기서 기욤 파렐을 알게 되었으며 및 자크 르페브르 데타블을 중심으로 결성된 동아리와도 관계를 맺었다. 테오도르 드 베즈의 말에 따르면 오를레앙에서 칼뱅이 종교개혁에 대한 탐구를 시작하도록 한 사람이 바로 올리베탕이었다고 한다.
1528년 올리베탕은 그의 루터주의 사상으로 인해 위협을 받게 되자 오를레앙을 떠나야 했으며, 스트라스부르로 도피하여 마르틴 부서 및 볼프강 카피톤 곁에서 연구하였다.
1529년 말 그는 주네브로 가서 기욤 파렐이 이끄는 설교자단의 일원이 되었다. 당시 파렐은 주네브 공화국과 보 남작령에 프로테스탄트 개혁 사상을 전파하는 일에 진력하고 있었다. 1529년에 올리베탕은 로잔에서 학교장으로 일했으며, 1531년 보니파스 볼파르트가 그를 기욤 파렐에게 추천함으로써 뇌샤텔 시 당국은 그를 학교장으로 임명하였다.
1532년 9월 12일부터 17일까지 앙고르뉴 계곡의 마을에서 120명의 발도파 설교자들의 총회가 열렸다. 이 총회는 올리베탕에게 성서의 프랑스어 번역을 의뢰하였고, 금화 800 에퀴(écus)가 넘는 막대한 자금을 기꺼이 제공하였다. 종합적으로 볼 때 이 자금은 단지 성서 번역만을 위한 것이 아니라 로마 카톨릭 당국의 감독으로부터 독립적인 개혁 진영 출판사를 설립하기 위한 것이기도 하였다.